# Гималаи (книга)
«Гимала́и» (англ. Himalaya) — книга, написанная Майклом Пейлином о шестимесячном путешествии по Гималаям в рамках съёмок серии телевизионных документальных фильмов BBC Himalaya with Michael Palin.
Русскоязычная версия книги вышла в 2011 году под названием «Гималаи. Крыша мира» в серии «Записная книжка путешественника» (вместе с книгами «Вокруг света за 80 дней» и «По следам Хемингуэя»).

## Содержание книги
Гималаи, как и другие книги Пейлина о его семи путешествиях, сделанных им с BBC, написана в форме дневника с путевыми заметками и содержит многочисленные фотографии, иллюстрирующие поездку. Автор фотографий — Basil Pao.
Книга состоит из восьми глав: Пакистан, Индия, Непал, Тибет, Юньнань (Китай), Нагаленд и Ассам (Индия), Бутан и Бангладеш.

## Аудиоверсия книги
Книга Himalaya была выпущена в звуковом формате, прочитанная самим автором, Майклом Пейлином. Есть две версии аудиокниги: сокращенная (6 часов) и полная (11,5 часов).

## Интересные факты
В проведённом в 2004 году исследовании 1000 путешественников были опрошены о том, кто для них был бы идеальным попутчиком. Майкл Пейлин набрал наибольшее количество голосов, обогнав Элвиса Пресли и Далай-ламу XIV. И сам Далай-лама во время во время встречи с Пейлином в Дхарамсале признался, что часто мечтает о том, чтобы с ним путешествовать и встречаться с различными людьми.